# Elchesheim-Illingen
Elchesheim-Illingen is een plaats in de Duitse deelstaat Baden-Württemberg, gelegen in het Landkreis Rastatt. De stad telt 3.289 inwoners.

## Geografie
Elchesheim-Illingen heeft een oppervlakte van 10,14 km² en ligt in het zuidwesten van Duitsland.

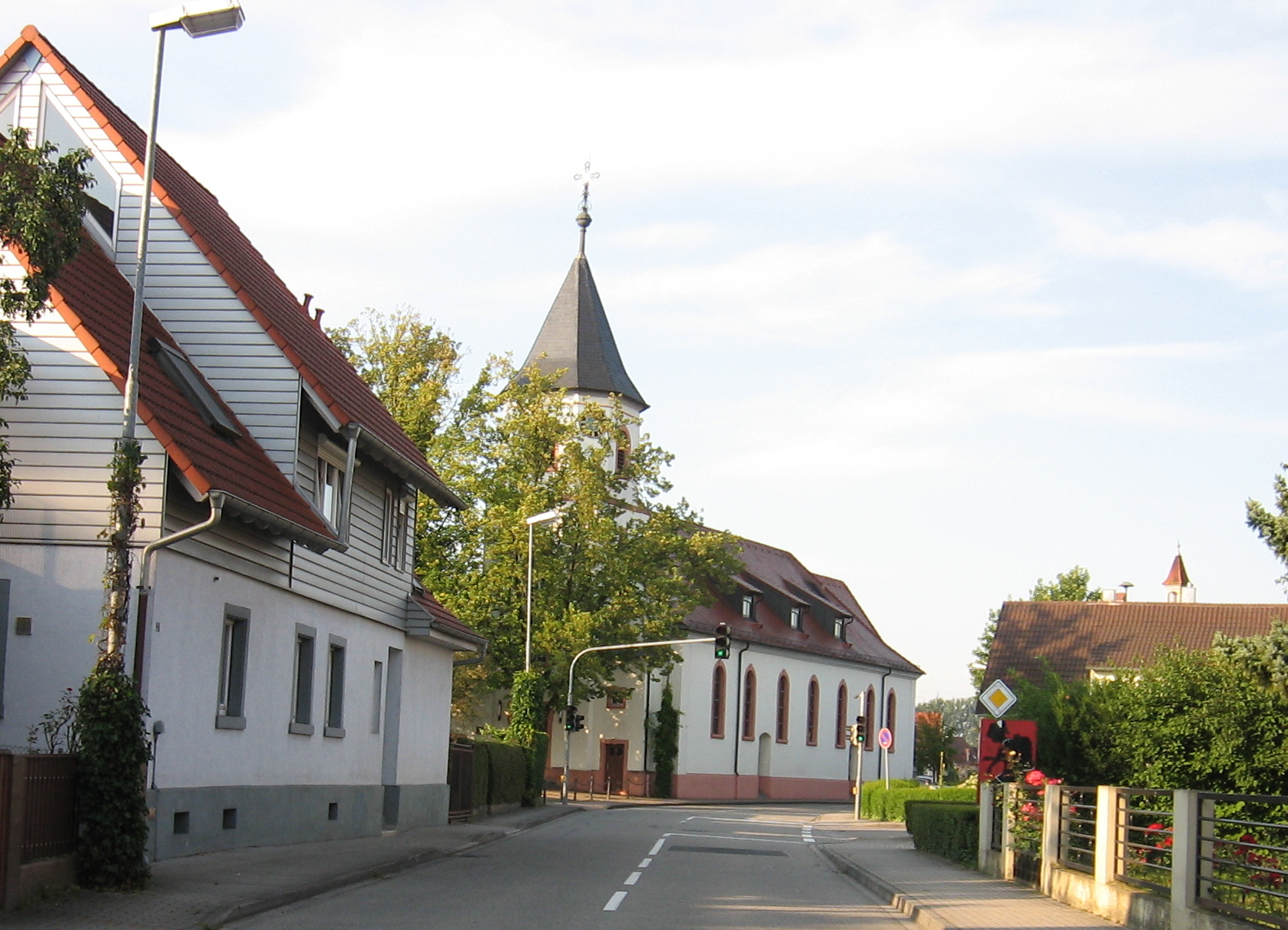
Kerk

Au am Rhein · Bietigheim · Bischweier · Bühl · Bühlertal · Durmersheim · Elchesheim-Illingen · Forbach · Gaggenau · Gernsbach · Hügelsheim · Iffezheim · Kuppenheim · Lichtenau · Loffenau · Muggensturm · Ötigheim · Ottersweier · Rastatt · Rheinmünster · Sinzheim · Steinmauern · Weisenbach